# Gorzkowiczki
Gorzkowiczki [pronunciación en polaco: /ɡɔʂkɔˈvit͡ʂki/] es un pueblo ubicado en el distrito administrativo de Gmina Gorzkowice, dentro del Distrito de Piotrków, Voivodato de Łódź, en Polonia central. Se encuentra aproximadamente a 3 kilómetros al noroeste de Gorzkowice, a 20 kilómetros al sur de Piotrków Trybunalski, y a 62 kilómetros al sur de la capital regional Łódź.